# 华南大鲵
华南大鲵（学名：Andrias sligoi）是一种分布于中国华南地区的两栖动物，隶属于隐鳃鲵科大鲵属。本种曾长期被视为中国大鲵（Andrias davidianus），2019年英国研究人员通过分析英国自然历史博物馆内20世纪初收集的17个标本的DNA，以及来自野生蝾螈的组织样本，恢复了本种的有效性，并指出本种是目前发现的体型最大的两栖动物。

## 形态特征
华南大鲵体型大且扁平，头长大于头宽。头部，身体及前后肢的背、侧面大部分呈棕褐色，躯干部分分布有深色斑点；腹部灰褐色，散布几个深棕色斑点；下颚的成排疣粒呈深褐色；胸部及尾部散布橙色斑点。